# 田渡村
田渡村（たどむら）は、1955年（昭和30年）まで愛媛県上浮穴郡にあった村。昭和の大合併にて3か村による合併（新設合併）により「小田町」となり、地方自治体としての歴史は閉じた。
現在の喜多郡内子町の北東部、四国山地の山中に位置する純山村であった。

## 地理
現在の喜多郡内子町の北東部。古くは上浮穴郡に属したが、平成の合併により、郡境を越えて合併したため、現在は喜多郡に属する。
小田川の支流の田渡川の流域。田渡川は父二峰村（後の久万町）との境の下坂場峠付近に源を発し、西流して落合で広田村から南流してきた玉谷川と合流、さらに上田渡で広田村高市から南流してきた高市川と合流し、さらに南へと下る。突合（地名）で西流してきた小田川と合流し、西流する。臼杵はさらに支流である。田渡川、臼杵川ともに切り立った渓谷が続き、谷底平野はほとんど発達していない。

## 歴史
藩政期
- 大洲藩領。元和年間に上・中・下の3か村に分村。下はその後の大字吉野川。

明治以降
- 1889年（明治22年） 12月15日 - 町村制施行に伴い臼杵村，吉野川村，中田渡村，上田渡村が合併して田渡村成立。上浮穴郡に属す。
- 1955年（昭和30年）3月31日 - 参川村（さんがわむら）、小田町村との合併により小田町となる。
- 2005年（平成17年）1月1日 - 小田町が喜多郡内子町，五十崎町と合併して喜多郡内子町となる。

```
参川村の系譜
（町村制実施以前の村）　（明治期）
臼杵　　━━┓
吉野川　━━┫
中田渡　━━╋━━━━━ 田渡村 　　━━━┓
上田渡　━━┛　　　　　　　　　　　　　　┃（昭和30年3月31日合併）
　　　　　　　　　　　　　　　　　　　　　┣━━　小田町
　　　　　　　　　　  　　　　　　　　　　┃
　　　　　　　　　　　　　参川村　　━━━┫
　　　　　　　　　　  　　　　　　　　　　┃
　　　　　　　　　　　　　小田町村　━━━┛
（注記）参川村、小田町村の合併までの系譜については、それぞれの村の記事を参照のこと。

```

## 地域
臼杵（うすき）、吉野川（よしのかわ）、中田渡（なかたど）、上田渡（かみたど）の4つの大字があった。いずれも明治の村制発足前からの旧村であり、小田町になっても大字として存続した。

## 行政
役場は大字上田渡においた。

## 教育
上田渡に尋常小学校、大字中田渡、臼杵に分教場があった。
小中学校共に、田渡村が小田町になって後の事ではあるが、村域外の学校と統合され、旧村域には現存しない。
- 田渡小学校　2014年（平成26年）に参川小学校とともに小田小学校に統合された。
- 田渡中学校　1977年（昭和52年）に参川中学校とともに小田中学校に統合された。

## 産業
楮・三椏、櫨、繭、木材などを産した。明治・大正期には小田川の流れを利用した筏流しが行なわれた。

## 交通
四国山地の山中のため、鉄道等はない。
突合から落合、下坂場峠はかつての遍路道。